# Konstantin von Neurath
Konstantin von Neurath (Kleinglattbach, Reino de Wurtemberg, Imperio Alemán, 2 de febrero de 1873-Enzweihingen, Baden-Wurtemberg, Alemania Occidental, 14 de agosto de 1956) fue un diplomático y político alemán. Fue ministro de Asuntos Exteriores de Alemania (1932-1938) y protector de Bohemia y Moravia (1939-1943).
Nacido en el seno de una familia noble suaba, Neurath comenzó su carrera diplomática en 1901. Luchó en la Primera Guerra Mundial y fue condecorado con la Cruz de Hierro por sus servicios. Tras la guerra, Neurath fue embajador sucesivamente en Dinamarca, Italia y Gran Bretaña. En 1932, fue nombrado ministro de Asuntos Exteriores por el canciller Franz von Papen, cargo que ocupó durante el gobierno de Adolf Hitler.
En los primeros años del régimen nazi, Neurath fue considerado clave en las estrategias de política exterior de Hitler, socavando el Tratado de Versalles y en la expansión territorial antes de la Segunda Guerra Mundial. Sin embargo, a menudo se oponía a los objetivos de Hitler por razones tácticas, no necesariamente ideológicas. Esta aversión finalmente indujo a Hitler a reemplazar a Neurath en 1938 por el más dócil Joachim von Ribbentrop, un nazi ferviente. Neurath sirvió como Protector del Reich de Bohemia y Moravia entre 1939 y 1943, pero su autoridad fue solo nominal después de septiembre de 1941.
Neurath fue juzgado como criminal de guerra en los juicios de Núremberg y condenado a 15 años de prisión por su obediencia y sus acciones en la Alemania nazi. Obtuvo la libertad anticipada en 1954 y se retiró a la finca familiar, donde falleció dos años después.

## Biografía

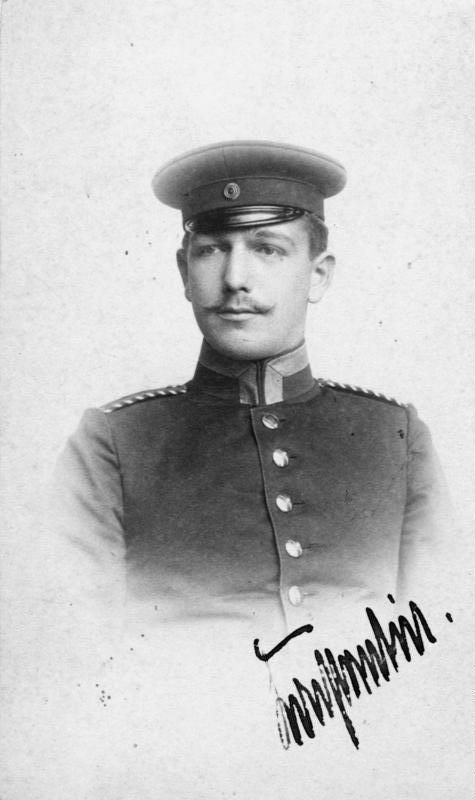
Konstantin von Neurath durante su servicio militar, 1893.

Nacido en una familia acomodada de la aristocracia menor de Suabia, de 1893 a 1896 estudió Derecho en Tubinga y Berlín. En 1901 se trasladó a Berlín para trabajar en el Ministerio de Asuntos Exteriores como funcionario. Fue nombrado vicecónsul de la embajada alemana en Londres en 1903, puesto que ejerció hasta 1908. En 1909 se convirtió en consejero de legación en Londres. Posteriormente fue enviado a la embajada en Turquía, donde permaneció de 1914 a 1916. Durante estos años también fue oficial de reserva.
Durante la Primera Guerra Mundial sirvió como oficial con un regimiento de infantería hasta 1916 cuando lo hirieron gravemente. Por las heridas de guerra recibió la Cruz de Hierro.
El 13 de diciembre de 1919 volvió a la diplomacia bajo la República de Weimar, siendo asignado a la embajada en Copenhague, donde permaneció hasta 1921. De 1921 hasta 1930 fue embajador alemán en Roma, volviendo después nuevamente a encargarse de la embajada en Londres (de 1930 a 1932).
En 1932 se le nombró ministro de Asuntos Exteriores con el gabinete de Franz von Papen. Tras la Machtergreifung siguió en la diplomacia y favoreció la retirada alemana de la Sociedad de Naciones. Neurath estuvo constantemente enfrentado a Joachim von Ribbentrop que mantenía una oficina paralela al Ministerio con la autorización de Hitler (la Dienststelle Ribbentrop) y que negociaba a sus espaldas con los británicos una gran alianza anglo-germana, además de ser Neurath contrario a abandonar la tradicional cercanía de Alemania con China para reemplazarla con una alianza con Japón.

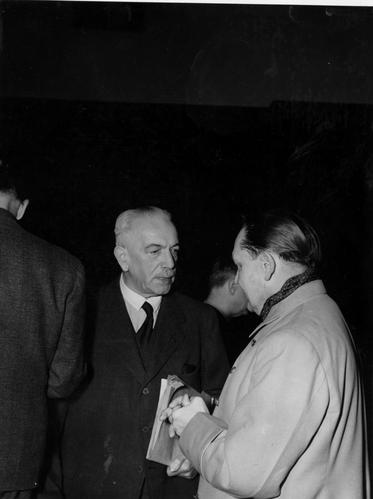
Neurath habla con Hermann Göring durante los juicios de Núremberg.

El 4 de febrero de 1938 Hitler le relevó de su cargo como ministro aunque permaneció en el Gobierno, considerando su fidelidad al nazismo.
El 18 de marzo de 1939 lo designaron gobernador del Protectorado de Bohemia y Moravia. Desempeñó el cargo oficialmente hasta 1943, pero Hitler le dio vacaciones forzosas en 1941. Estableció la censura de prensa y suprimió los partidos políticos y los sindicatos. En 1941, Reinhard Heydrich empezó a ejercer sus funciones; Neurath intentó renunciar, pero Hitler no aceptó su renuncia hasta 1942. Ese año, Heydrich fue asesinado y Wilhelm Frick fue designado oficialmente sucesor de von Neurath.
En los juicios de Núremberg fue acusado de crímenes contra la paz y crímenes contra la humanidad. Fue declarado culpable y condenado a quince años de prisión que cumplió en la cárcel de Spandau, hasta que en 1954 fue puesto en libertad por enfermedad.
Murió el 14 de agosto de 1956 en Enzweihingen (Vaihingen an der Enz, Baden-Wurtemberg).